# آرام‌اس المپیک
آرام‌اس المپیک (به انگلیسی: RMS Olympic) نخستین کشتی اقیانوس‌پیمای کلاس المپیک کمپانی وایت استار لاین بود. خواهران این کشتی بریتانیک و تایتانیک بودند که هر دو کشتی غرق شدند. این کشتی یکی از برجسته‌ترین کشتی‌های سال ۱۹۱۱ تا ۱۹۳۵ بود که در جنگ جهانی اول بسیار مورد استفاده قرار می‌گرفت.
ژوزف بروس ایزمی رئیس شرکت ستارهٔ سفید و ویلیام پیری رئیس کارخانهٔ کشتی‌سازی هارلاند اند ولف برای ساخت کشتی‌های کلاس المپیک و پیش افتادن از رقیب خود شرکت کونارد و برای ساخت کشتی‌های عظیم مانند کشتی‌های آراِم‌اِس لوستینیا و آراِم‌اِس مورتینیا که این دو کشتی بسیار لوکس و بزرگ بودند نامزد شدند.
برای ساخت المپیک از کشتی آرام‌اس تایتانیک الگوبرداری شد. کشتی المپیک را در ۲۰ اکتبر ۱۹۱۰ به آب انداختند. اولین سفر المپیک در ۱۴ ژوئن ۱۹۱۱ بود. المپیک در ۲۴ ساعت در حدود ۶۵۰ تن زغال‌سنگ مصرف می‌کرد و با سرعت ۲۱٫۷ گره دریایی سفر می‌کرد در حالی که کشتی‌های لوستینیا و مورتینیا در ۲۴ ساعت ۱٬۰۰۰ تن زغال‌سنگ مصرف می‌کردند و این کاهش مصرف سوخت، موفقیتی بزرگ بود.

## تاریخچه

### حادثهٔ هاوک
نخستین رویداد ناگوار المپیک در ۲۰ سپتامبر ۱۹۱۱ اتفاق افتاد. المپیک با ناو جنگی انگلیسی اچ‌ام‌اس هاوک (۱۸۹۱) در جزیره وایت تصادف کرد و به دو قسمت از کشتی و پروانه کشتی آسیب رسید ولی المپیک توانست به بندر ساوت‌همپتون بازگردد. در پرس و جوهایی که نیروی دریایی بریتانیا به عمل آورد کشتی المپیک را عامل اصلی این حادثه خواندند. در هنگام وقوع حادثه، کاپیتان ادوارد اسمیت (کاپیتان تایتانیک) ناخدای المپیک بود. حادثهٔ هاوک یک مصیبت مالی برای صاحب کشتی المپیک بود. المپیک برای تعمیر با سرعت زیادی به بندر بلفاست برگشت و شرکت هارلند اند ولف اتمام تایتانیک را به تأخیر انداخت و برای تعمیر پروانه‌های المپیک از پروانه‌های تایتانیک استفاده کرد. در فوریهٔ ۱۹۱۲ پروانه المپیک گم شد و دوباره برای تعمیر برگشت و شرکت هارلند اند ولف دوباره اتمام تایتانیک را از ۲۰ مارس ۱۹۱۲ به ۱۰ آوریل ۱۹۱۲ به تأخیر انداخت.

### حادثهٔ تایتانیک
در ۱۴ آوریل ۱۹۱۲ فرماندهٔ کشتی هربرت هادوک سیگنال‌های خطر از خواهر کشتی المپیک، تایتانیک دریافت کرد اما آن‌ها خیلی از محل حادثه دور (بیش از ۵۱۰ مایل) بودند.

### اعتصاب ۱۹۱۲
المپیک شباهت بسیاری به تایتانیک داشت اما به اندازهٔ کافی قایق نجات حمل نمی‌کرد و بیشتر قایق‌های نجات آن خراب بود و خدمه کشتی از مدیر شرکت وایت استار لاین تقاضای قایق‌های نجات چوبی و سالم کردند ولی مدیر شرکت گفت این درخواست، غیرممکن است، همهٔ قایق‌های نجات در دریا امتحان شدند ولی خدمهٔ کشتی از این موضوع راضی نبودند و از کار دست کشیدند. در ۲۵ آوریل، نمایندگان اعتصاب‌کنندگان از شرکت خواستند قایق‌های نجات را آزمایش کنند ولی باز هم فایده‌ای نداشت. سرانجام بیشتر اعتصاب‌کننده‌ها برگشتند و به کشتی رفتند.

### تعمیر
در ۹ اکتبر ۱۹۱۲ شرکت وایت استار لاین المپیک را از خدمت فعال خارج کرد و برای تعمیر، به بلفاست برد تا به حادثه‌ای مشابه حادثه کشتی تایتانیک دچار نشود. ۶۴ قایق نجات را تعمیر کردند و به عرشه بردند و لایه‌هایی در موتورخانه و عرشه B برای نفوذ نکردن آب به داخل کشتی به آن اضافه کردند و وزن کشتی ۴۶٬۳۵۹ تن شد یعنی ۳۱ تن بیشتر از تایتانیک. در ۱۹۱۳ المپیک به سرویس برگشت و دستور داده شد که برای شرکت در جنگ جهانی اول نام آن را عوض کنند.

### جنگ جهانی اول
در جنگ جهانی اول المپیک در خدمت تجاری باقی‌ماند و کاپیتان کشتی در آن موقع هربرت هادوک بود. با وجود این المپیک تعداد اندکی مسافر حمل کرد ولی آلمانی‌ها گفتند که تمایل به غرق کردن المپیک با زیردریایی‌های خود دارند و باید کاربرد مسافربری این کشتی، متوقف شود.
در ششمین روز از سفر دریایی المپیک، نیروی دریایی سلط‌نتی بریتانیا به کاپیتان هادوک هشدار داد که چهار زیردریایی در تعقیب المپیک هستند.

## پس از جنگ

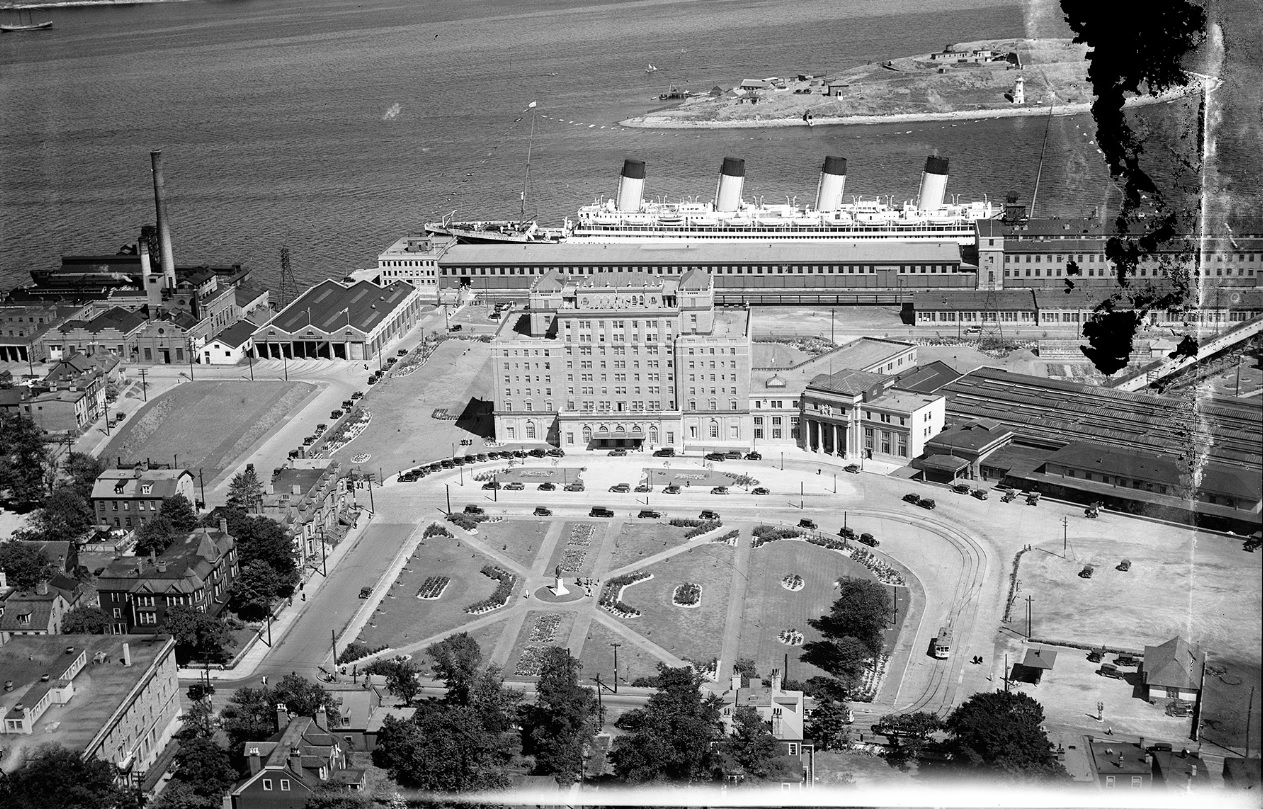
هتل نوا اسکوشیا، پارک کورنوالیس، ایستگاه راه آهن و اسکله در هالیفاکس، نوا اسکوشیا. کشتی پهلو گرفته در اسکله آرام اس المپیک است.

در اوت ۱۹۱۹ المپیک برای آماده‌سازی به بلفاست برگشت و برای خدمت تجاری و غیرنظامی، داخل المپیک را مدرن‌تر کردند و دیگ‌هایی که با زغال‌سنگ کار می‌کردند تعویض و دیگ‌های نفتی، جایگزین آن‌ها شد. نفت خیلی گران‌تر از زغال بود ولی از میزان سوخت مورد نیاز آن کم می‌کرد و تعداد کارکنان موتورخانه را هم از ۳۵۰ نفر به ۶۰ کاهش داد.
تعمیر المپیک به پایان رسید اما دچار افزایش وزن شد و وزنش ۴۶٬۴۳۹ تن شده بود.
این کشتی در سال ۱۹۲۰ به خدمت مسافربری برگشت و در یک سفر، ۲٬۴۰۳ مسافر حمل کرد. او به کشتی‌های آرام‌اس مجستیک (۱۹۱۴) و آر ام اس هومریک برای خدمت پرسرعت در سال ۱۹۲۲ ملحق شد.
در سال ۱۹۲۸ جهانگردها تمایل داشتند به کابین‌های درجه سه بروند و از کابین‌های درجه دو و درجه سه بسیار راضی بودند. یک سال بعد، کابین‌های درجه یک المپیک دوباره اصلاح شد و تعدادی حمام، سالن رقص، اتاق نهارخوری و امکانات دیگر به آن اضافه شد.

## سرنوشت
در پایان سال ۱۹۳۲، از تعداد رفت‌وآمد مسافران کاسته شد و المپیک به تعمیرگاه رفت. این کشتی در مارس ۱۹۳۳ به خدمت فعال برگشت. موتورهای المپیک به بهترین نحو کار خود را انجام می‌دادند و این کشتی دوباره سرعت ۲۳ گره دریایی را ثبت کرد. مسافران المپیک در آن سال‌ها ۶۱۸ نفر از کابین‌های درجه یک، ۴۴۷ نفر جهانگرد و فقط ۳۸۲ نفر در کابین‌های درجه سه بودند. سال ۱۹۳۳ بدترین سال برای المپیک از نظر تجاری بود و جمعاً کمتر از ۱۰٬۰۰۰ نفر مسافر سوار کرد. در سال ۱۹۳۴ شرکت وایت استار با شرکت کنارد یکی شد و این یکی شدن باعث شد سرمایه‌هایشان را برای کشتی آرام‌اس کوئین مری بگذارند. المپیک از سرویس کنار کشیده شد و در سال ۱۹۳۵ به سر جان جارویس به قیمت ۱۰۰٬۰۰۰ پوند فروخته شد و اندکی بعد در سال ۱۹۳۷ تخریب و اوراق شد.

## وضعیت کنونی
لوازم و وسایل المپیک به حراج گذاشته نشد. بعضی از وسایل و لوازم کابین‌های درجه یک و بعضی از قسمت‌های پلکان آن به هتل وایت سوان در آلنویچ انگلستان برده شد. بعضی از لوازم دیگر آن پراکنده شد. در سال ۲۰۰۰ چوب‌های اصل المپیک را خریدند و در رستوران از آن استفاده شد. در سال ۲۰۰۴ موزهٔ تایتانیک در برانسون آمریکا کابین درجه یک المپیک را به‌عنوان نمونهٔ یک کابین درجه یک، به‌کار گرفت.